# یوگنی آنگین (اپرا)

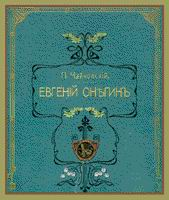
اپرانامهٔ ِوگنی آنگین، منتشرشده در اواخر سدهٔ نوزدهم م

یِوْگِنی آنِگین، اُپوس ۲۴، (به روسی: Евгений Онегин) اپرایی در سه پرده از آهنگ‌ساز روس، پیوتر ایلیچ چایکوفسکی است. بیشتر اپرانامهٔ آن توسط کنستانتین شیلوفسکی بر پایهٔ رمانی به همان نام از الکساندر پوشکین نوشته شده‌است.
این اپرا نخستین بار در سال ۱۸۷۹ در مسکو اجرا شد و امروزه آن را از موفق‌ترین اپراهای چایکوفسکی می‌دانند.

## تاریخچهٔ تصنیف

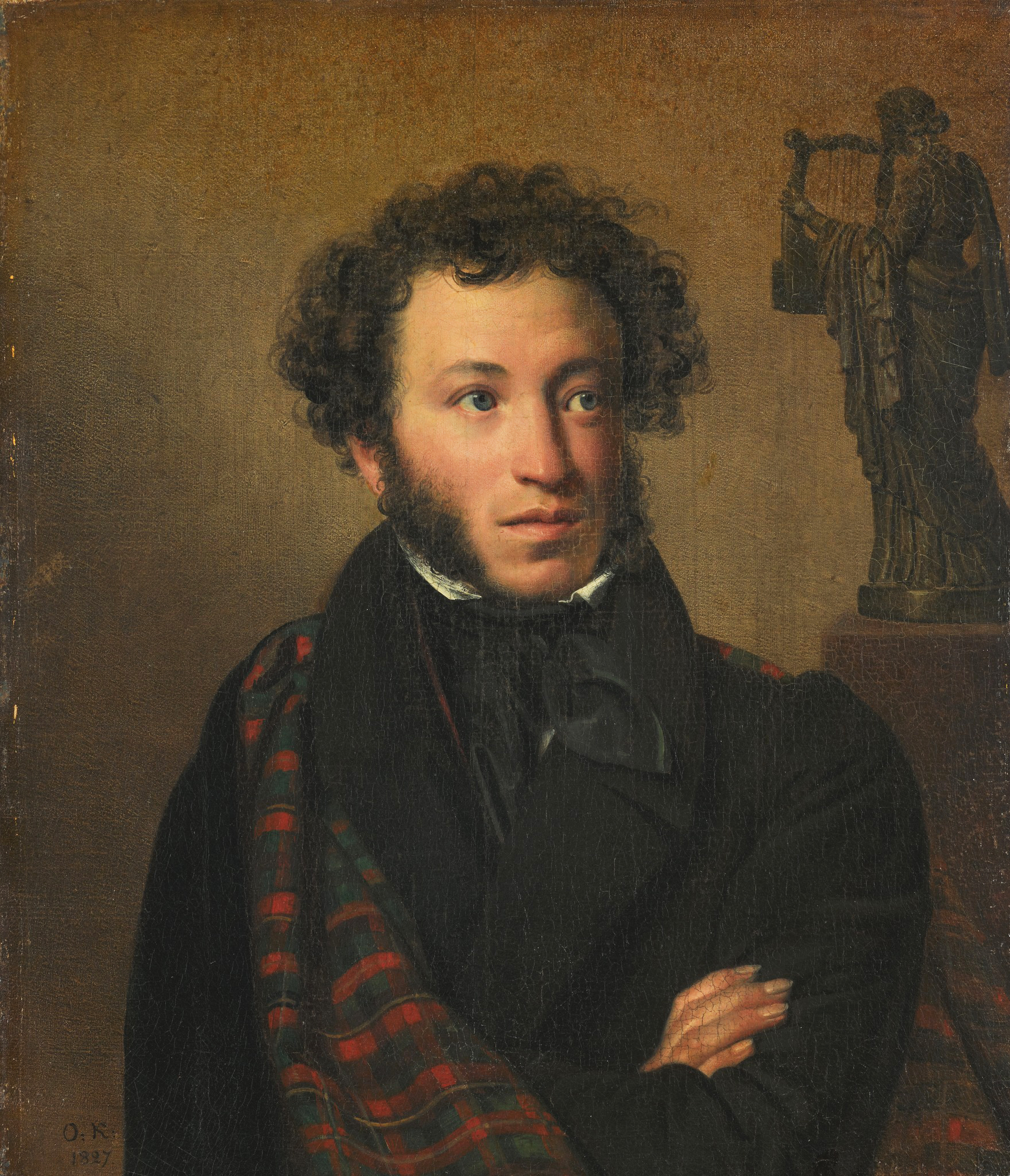
الکساندر پوشکین

در مه ۱۸۷۷ خوانندهٔ اپرا، یلیتساوتا لاورفسکایا ایدهٔ ساخت اپرایی بر پایهٔ داستان رمان یوگنی آنگین پوشکین را با چایکوفسکی مطرح کرد. چایکوفسکی نخست این ایده را نشدنی می‌دانست. چرا که داستان آن را قوی نیافته بود. اما به‌زودی نظرش برگشت و کار بر روی اپرا را آغاز کرد.
چایکوفسکی با کمک کنستانتین شیلوفسکی، از اصل جمله‌های موجود در داستان پوشکین استفاده کردند. آن‌ها صحنه‌های احساسی و برجستهٔ داستان را انتخاب کردند و به همین دلیل این اپرا تمام داستان را به‌طور پیوسته نقل نمی‌کند. از آن‌جایی که داستان اصلی بسیار شناخته‌شده بود، چایکوفسکی می‌دانست که شنوندگان قادر خواهند بود داستان را دنبال کنند.

## تاریخچهٔ اجرا

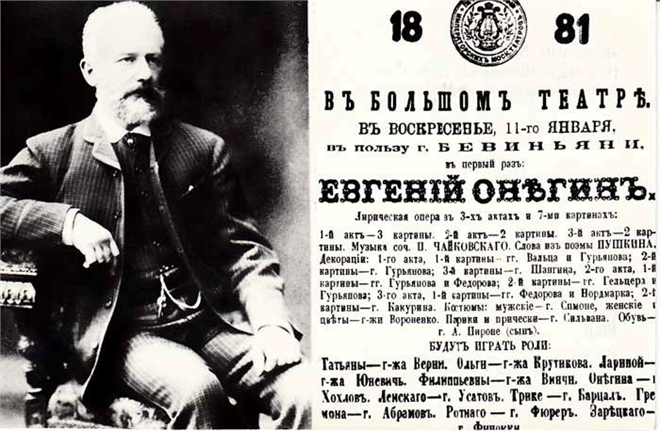
یوگنی آنگین

چایکوفسکی نگران استقبال مردم از اپرایش بود که فاقد تغییر صحنه به‌شکل سنّتی بود. به‌باور او اجرای این اپرا باید در نهایت سادگی و خلوص انجام می‌شد؛ بنابراین نخستین اجرای آن را برعهدهٔ هنرآموزان کنسرواتوار مسکو گذارد. نخستین اجرای یوگنی آنگین در ۲۹ مارس ۱۸۷۹ در تئاتر مالی مسکو به رهبری نیکلا روبینشتاین انجام گرفت.
دومین اجرای اپرا دو سال بعد در ۲۳ ژانویهٔ ۱۸۸۱ در تالار بولشوی انجام شد.
نخستین اجرای خارج از روسیهٔ اپرا در ۶ دسامبر ۱۸۸۸ میلادی در پراگ به رهبری چایکوفسکی انجام گرفت.
یوگنی آنگین در ۱۹ ژانویهٔ ۱۸۹۲ به رهبری گوستاو مالر در هامبورگ اجرا شد. در این اجرا خود چایکوفسکی هم حضور داشت. نخستین اجرای اپرا در وین نیز با رهبری مالر در ۱۹ نوامبر ۱۸۹۷ انجام شد.

## خلاصهٔ داستان
داستان در دههٔ ۱۸۲۰ میلادی در سن پترزبورگ به وقوع می‌پیوندد. دختری زیبا به نام تاتیانا (سوپرانو) دل‌باختهٔ یوگنی آنگین (باریتون) می‌شود و عشق خود را در نامه‌ای به او ابراز می‌کند. آنگین اما صراحتاً شکل‌گیری هرگونه رابطه‌ای را ناممکن می‌داند.
آنگین که عاشق خواهر تاتیانا، اُلگا (کنترآلتو) است، با شوهر او، لنسکی (تنور) دوئل می‌کند و او را می‌کشد.
سال‌ها بعد آنگین به اشتباه خود پی می‌برد و در حالی که در عشق تاتیانا می‌سوزد نزد او بازمی‌گردد ولی این‌بار تاتیاناست که دست رد به سینهٔ آنگین می‌زند.